# Park Hyo-shin
Dans ce nom coréen, le nom de famille, Park, précède le nom personnel.
Park Hyo-shin (hangul: 박효신) est un chanteur sud-coréen né le 1er septembre 1981. Il est également actif dans le domaine de la comédie musicale.

## Biographie

### Jeunesse et formation
Park Hyo-shin est né le 1er septembre 1981 dans le Chungcheong du Sud, en Corée du Sud. Il se découvre une vocation pour la musique alors qu'il entonne du trot dans le restaurant familial. Au lycée, il remporte plusieurs trophées au sein de diverses compétitions de chant, dont le grand prix du Festival jeunesse de la chanson de Bucheon. Par la suite, il fréquente l'Université Kyung Hee.

### Débuts dans la chanson et premiers succès
Après avoir terminé ses études secondaires, Park se forme pour être chanteur, formation qui s'étend sur plus d'un an.
En janvier 2000 sort son premier album, Things I Can't Do For You (해줄 수 없는 일). Il commence sa promotion avec un premier single éponyme. C'est toutefois le single suivant, Fool (바보), qui s'avère un succès. L'album s'écoule à plus de 446 000 exemplaires en l'espace d'une année et permet à Park de remporter le prix du Meilleur nouvel artiste aux Golden Disc Awards de 2000. Cette même année, Park fait ses débuts dans la comédie musicale : il est annoncé dans le rôle principal de Rock Hamlet. La première a lieu en avril, au Jangchung Gymnasium de Séoul.
En janvier 2001 paraît son second album, Second Story, porté par le single Far Away (먼곳에서).
Park sort son troisième album, Time Honored Voice, en septembre 2002. Le premier single de l'album, Good Person (좋은 사람), domine pendant quatre semaines le Music Box Chart sud-coréen. Avec cette chanson, Park triomphe lors de nombreuses cérémonies de remises de prix, notamment les Golden Disc Awards et les Seoul Music Awards.

### Consécration sur la scène musicale et 10ème anniversaire
Le quatrième album de Park, Soul Tree, paraît en avril 2004. L'album se positionne en tête du classement mensuel des albums de la Recording Industry Association of Korea, tandis que le premier single, Standing There (그 곳에 서서), se classe numéro 1 pendant trois semaines au Music Box Chart. En novembre, Park s'illustre avec Snow Flower (눈의 꽃), une chanson issue de la bande originale du drama culte I'm Sorry, I Love You. Le titre est une reprise de Yuki no hana, interprété à l'origine par la chanteuse japonaise Mika Nakashima ; cette reprise permet non seulement à Park de signer un nouveau tube mais également à Nakashima de booster ses ventes sur le territoire sud-coréen,.
En juin 2005, Park présente Neo Classicism, un album de reprises centré sur les chansons populaires de années 1980-1990.
S'ensuit la sortie de son cinquième album studio, The Breeze of Sea, en janvier 2007. Le premier single, Memories Resembles Love (추억은 사랑을 닮아), débute dans le top dix des classements hebdomadaires et reste au sommet des charts pendant plusieurs mois,.
En 2008, il pose sa voix sur la bande-originale du drama Iljimae avec Hwa Shin (화신).
Pour célébrer ses dix ans de carrière, Park donne une série de concerts intitulée Park Hyo Shin's Gift, qui se tient du 16 au 18 octobre 2009 au Olympic Fencing Gymnasiu. En parallèle, il travaille sur un nouvel album studio. Le 15 septembre 2009, Park sort ainsi son sixième album, Gift, Part 1. La chanson After Love atteint encore une fois la première place des classements.

### Service militaire et retour sur scène
En 2011, Park effectue son service militaire à Yongsan. Son engagement prend fin en 2012.
Dès 2013, il renoue avec la comédie musicale en campant Der Tod dans Elisabeth et enchaîne l'année suivante avec le rôle de Mozart dans le spectacle éponyme.

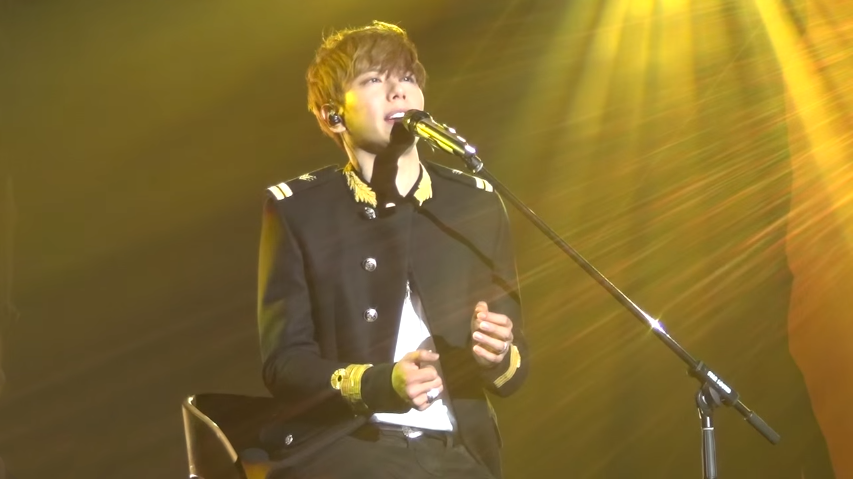
Park Hyo-Shin interprète Wild Flower (2014).

Il sort plusieurs singles à succès parmi lesquels Wild Flower, en mars 2014. Cette ballade obtient la première place du K-pop Hot 100. La chanson reste dans les charts longtemps après sa sortie (elle occupe par exemple la 70ème position en mars 2016). Ce succès est suivi par Happy Together en novembre 2014 et Shine Your Light en avril 2015.
Park sort un nouvel album en octobre 2016, suivi d'une série de concerts intitulée I Am A Dreamer du 8 au 16 octobre 2016.
Courant 2018, il interprète la chanson The Day (그 날) pour le drama à gros budget Mr. Sunshine.
Toujours en 2018, il décroche le rôle de Gwynplaine dans la comédie musicale The Man Who Laughs. Le compositeur Frank Wildhorn s'inspire directement de sa tessiture pour créer les mélodies. Son interprétation est couronnée de succès ; il remporte le prix du Meilleur acteur de comédie musicale dans quatre cérémonies différentes : les Korea Musical Awards, les Yegreen Musical Awards, les Golden Ticket Awards et les Stagetalk Audience Choice Awards. Il campe à nouveau le personnage lors du revival de 2022.
2023 le voit s'illustrer dans le rôle principal d'une comédie musicale inédite, Beethoven, créée par le duo Sylvester Levay et Michael Kunze.

## Scénographie

### Comédies musicales
- 2000 : Rock Hamlet : Hamlet
- 2013 : Elisabeth : Der Tod
- 2014 : Mozart! : Mozart
- 2015 / 2016-2017 : Phantom : Erik
- 2018 / 2022 : The Man Who Laughs : Gwynplaine
- 2023 : Beethoven : Beethoven